# 今池站 (福岡縣)
今池站（日语：／ Imaike eki */?）是位於福岡縣北九州市八幡西區里中二丁目，筑豐電氣鐵道筑豐電氣鐵道線車站。車站編號為CK07。

## 歷史
- 1970年（昭和45年）12月20日 - 車站啟用。

## 車站構造
車站是一座地面車站，設有2面2線的相對式月台。此站是無人車站。

### 月台
| 月台 | 路線        | 方向                       | 備註 |
| ---- | ----------- | -------------------------- | ---- |
| 1    | ■筑豐電鐵線 | 永犬丸、楠橋、筑豐直方方向 |      |
| 2    | ■筑豐電鐵線 | 穴生、熊西、黑崎站前方向   |      |

※實際上沒有月台編號，上述的編號只用作列車運輸指令上使用。

## 使用狀況
在2019年度，1日平均上下車人次為1,634人。以下為近年1日平均乘車人次列表。
| 年度 | 1日平均 乘車人次 | 1日平均 上下車人次 |
| ---- | ---------------- | ------------------ |
| 2011 | 754              | 1,475              |
| 2012 | 834              | 1,642              |
| 2013 | 796              | 1,548              |
| 2014 | 740              | 1,443              |
| 2015 | 761              | 1,477              |
| 2016 | 773              | 1,499              |
| 2017 | 764              | 1,477              |
| 2018 | 870              | 1,674              |
| 2019 |                  | 1,634              |

## 車站周邊
車站周邊是幽靜的住宅區。車站西邊設有山林，現時急速地開發住宅團地。
- 北九州市立竹末小學
- 福岡縣立北筑高等學校（日语：福岡県立北筑高等学校）
- 北九州市立西部障害者福祉會館
- 北九州科技園八幡西
- 八幡厚生醫院（日语：八幡厚生病院）
- 西鐵巴士北九州（日语：西鉄バス北九州）「筑鐵今池」巴士站 - 車站西邊
  - 57：黑崎（日语：黒崎 (北九州市)）、竹末、北筑高校、下上津役、小嶺車廠、大平、香月營業所方向

## 相鄰車站
筑豐電氣鐵道
筑豐電氣鐵道線
森下（CK06）－今池（CK07）－永犬丸（CK08）

## 注腳
1. ↑  鉄道事業｜企業・グループ情報《西鉄について》 （页面存档备份，存于）（日語） 令和元年度 駅別乗降人員
2. ↑  国土数値情報　駅別乗降客数データ  （页面存档备份，存于）（日語） - 國土交通省，2020年9月19日參閲
3. ↑  平成24年度版 九州運輸要覧 （页面存档备份，存于）（日語） - 2020年9月19日參閲
4. ↑  平成25年度版 九州運輸要覧 （页面存档备份，存于）（日語） - 2020年9月19日參閲
5. ↑  平成26年度版 九州運輸要覧 （页面存档备份，存于）（日語） - 2020年9月19日參閲
6. ↑  平成27年度版 九州運輸要覧 （页面存档备份，存于）（日語） - 2020年9月19日參閲
7. ↑  平成28年度版 九州運輸要覧 （页面存档备份，存于）（日語） - 2020年9月19日參閲
8. ↑  平成29年度版 九州運輸要覧 （页面存档备份，存于）（日語） - 2020年9月19日參閲
9. ↑  平成30年度版 九州運輸要覧 （页面存档备份，存于）（日語） - 2020年9月19日參閲
10. ↑  令和元年度版 九州運輸要覧 （页面存档备份，存于）（日語） - 2020年9月19日參閲